# Saint-Étienne-en-Bresse
Pour les articles homonymes, voir Saint-Étienne (homonymie) et Bresse (homonymie).
Saint-Étienne-en-Bresse est une commune française située dans le département de Saône-et-Loire, en région Bourgogne-Franche-Comté.

## Géographie
Saint-Étienne-en-Bresse fait partie de la Bresse louhannaise. Le village est arrosé par la Tenarre.

### Climat
Pour des articles plus généraux, voir Climat de la Bourgogne-Franche-Comté et Climat de Saône-et-Loire.
En 2010, le climat de la commune est de type climat océanique dégradé des plaines du Centre et du Nord, selon une étude du Centre national de la recherche scientifique s'appuyant sur une série de données couvrant la période 1971-2000. En 2020, Météo-France publie une typologie des climats de la France métropolitaine dans laquelle la commune est exposée à un climat semi-continental et est dans la région climatique Bourgogne, vallée de la Saône, caractérisée par un bon ensoleillement (1 900 h/an), un été chaud (18,5 °C), un air sec au printemps et en été et des vents faibles.
Pour la période 1971-2000, la température annuelle moyenne est de 11,2 °C, avec une amplitude thermique annuelle de 17,9 °C. Le cumul annuel moyen de précipitations est de 890 mm, avec 11,4 jours de précipitations en janvier et 7,5 jours en juillet. Pour la période 1991-2020, la température moyenne annuelle observée sur la station météorologique de Météo-France la plus proche, « Saint-Marcel », sur la commune de Saint-Marcel à 15 km à vol d'oiseau, est de 12,3 °C et le cumul annuel moyen de précipitations est de 818,4 mm. 
La température maximale relevée sur cette station est de 41,8 °C, atteinte le 12 août 2003 ; la température minimale est de −20 °C, atteinte le 16 janvier 1985,,.
Les paramètres climatiques de la commune ont été estimés pour le milieu du siècle (2041-2070) selon différents scénarios d'émission de gaz à effet de serre à partir des nouvelles projections climatiques de référence DRIAS-2020. Ils sont consultables sur un site dédié publié par Météo-France en novembre 2022.

## Urbanisme

### Typologie
Au 1er janvier 2024, Saint-Étienne-en-Bresse est catégorisée commune rurale à habitat dispersé, selon la nouvelle grille communale de densité à sept niveaux définie par l'Insee en 2022.
Elle est située hors unité urbaine. Par ailleurs la commune fait partie de l'aire d'attraction de Chalon-sur-Saône, dont elle est une commune de la couronne,. Cette aire, qui regroupe 109 communes, est catégorisée dans les aires de 50 000 à moins de 200 000 habitants,.

### Occupation des sols
L'occupation des sols de la commune, telle qu'elle ressort de la base de données européenne d’occupation biophysique des sols Corine Land Cover (CLC), est marquée par l'importance des territoires agricoles (88 % en 2018), en diminution par rapport à 1990 (89,8 %). La répartition détaillée en 2018 est la suivante : terres arables (39,8 %), zones agricoles hétérogènes (28,5 %), prairies (19,7 %), forêts (7,3 %), zones urbanisées (4,7 %). L'évolution de l’occupation des sols de la commune et de ses infrastructures peut être observée sur les différentes représentations cartographiques du territoire : la carte de Cassini (XVIIIe siècle), la carte d'état-major (1820-1866) et les cartes ou photos aériennes de l'IGN pour la période actuelle (1950 à aujourd'hui).

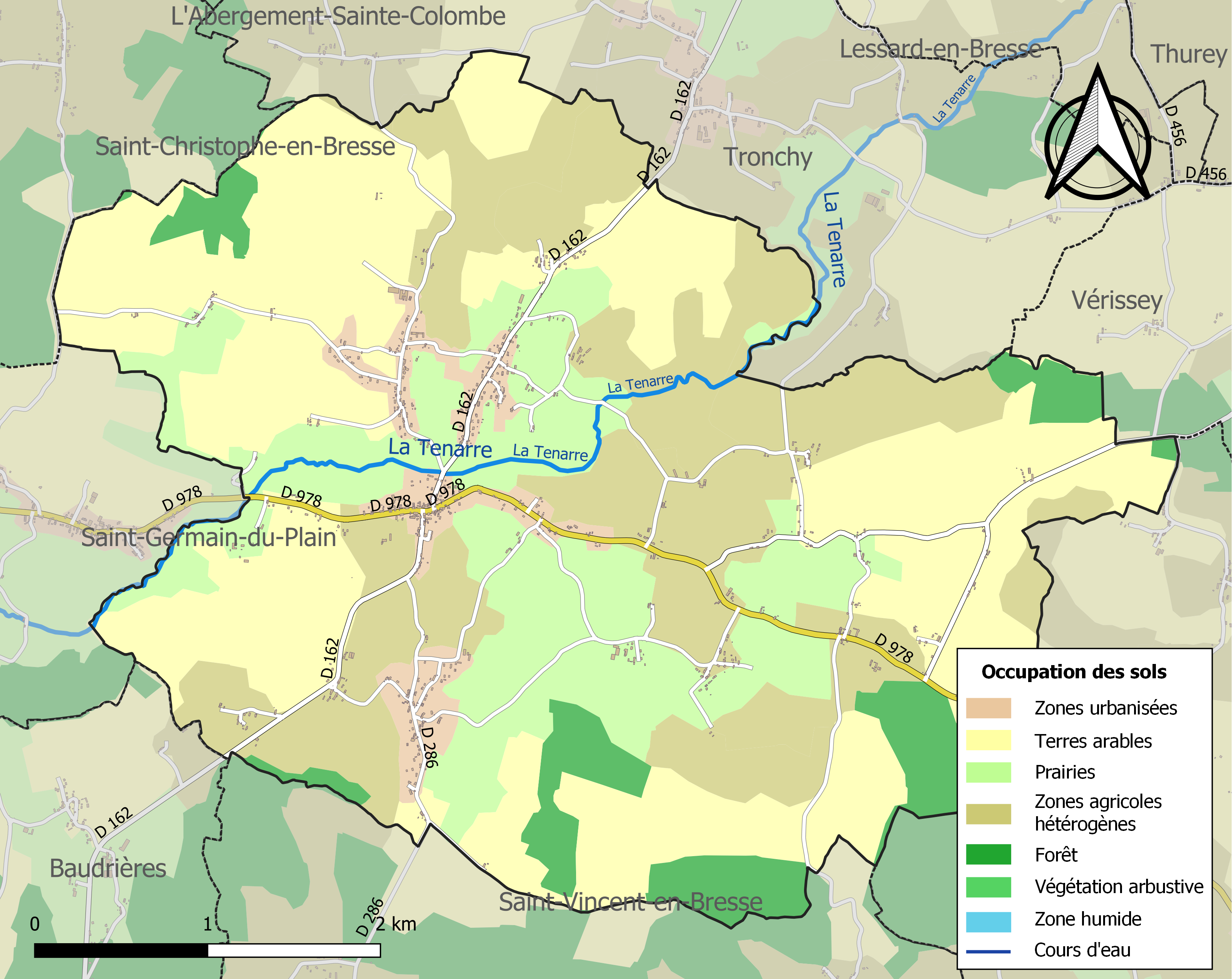
Carte des infrastructures et de l'occupation des sols de la commune en 2018 (CLC).

## Histoire
1793 : Saint-Étienne-en-Bresse, dans le contexte révolutionnaire, change de nom et devient Niveau.

## Politique et administration

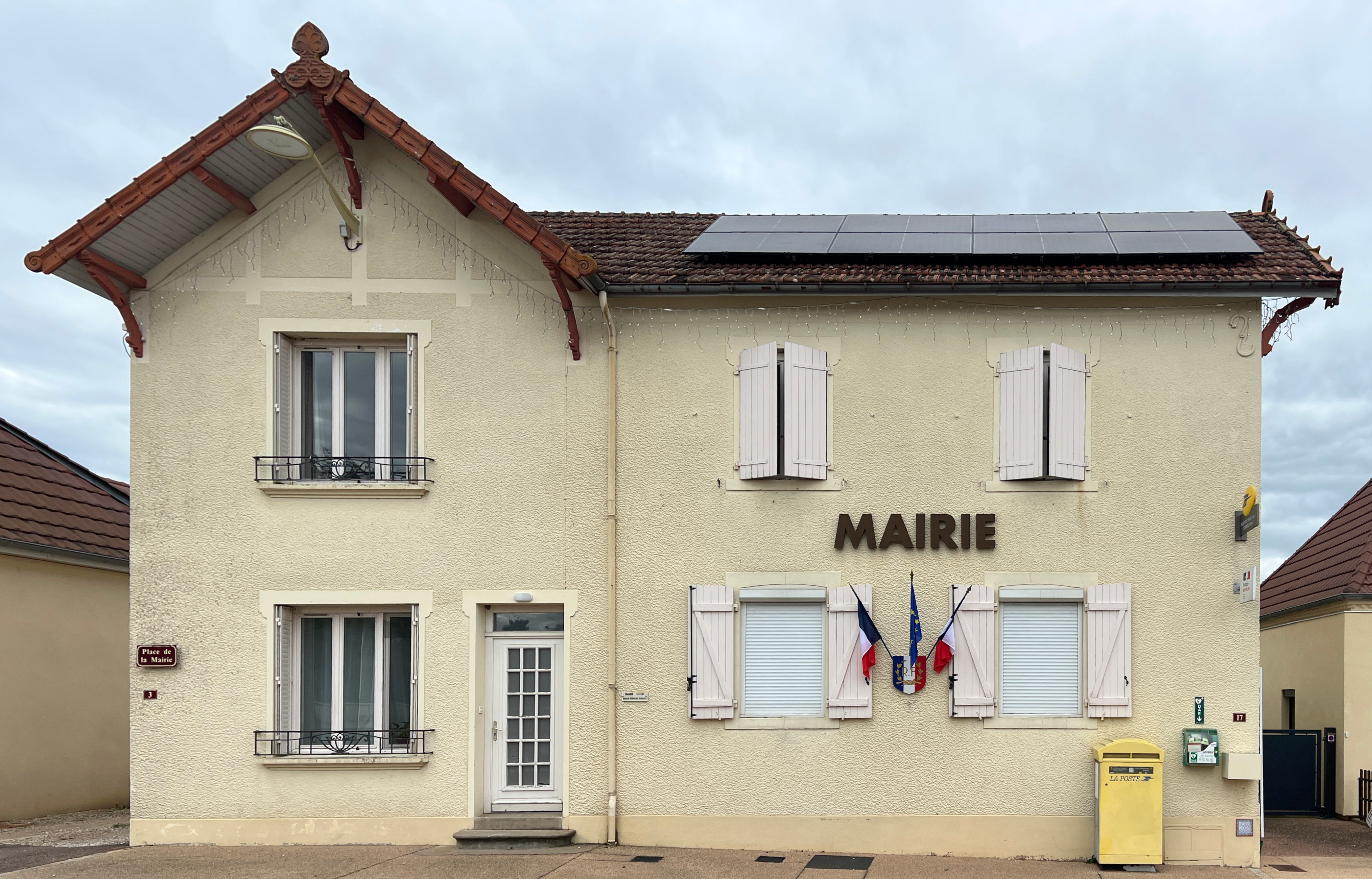
La mairie.

### Tendances politiques et résultats

#### Élections législatives
Le village de Saint-Étienne-en-Bresse faisant partie de la quatrième circonscription de Saône-et-Loire, place lors du 1er tour des élections législatives françaises de 2017, Maxime Thiébaut (FN) avec 17,41 % des suffrages. Mais lors du second tour, il s'agit de Cécile Untermaier (PS) qui arrive en tête avec 62,44 % des suffrages.
Lors du 1er tour des élections législatives françaises de 2022, Cécile Untermaier (PS), députée sortante, arrive en tête avec 35,16 % des suffrages comme lors du second tour, avec cette fois-ci, 52,90 % des suffrages.

#### Élections régionales
Le village de Saint-Étienne-en-Bresse place la liste « Pour Une Région Qui Vous Protège » menée par Julien Odoul (RN) en tête, dès le 1er tour des élections régionales de 2021 en Bourgogne-Franche-Comté, avec 34,22 % des suffrages. Lors du second tour, les habitants décideront de placer la liste de « Notre Région Par Cœur » menée par Marie-Guite Dufay, présidente sortante (PS) en tête, avec cette fois-ci, près de 35,57 % des suffrages. Devant les autres listes menées par Julien Odoul (RN) en seconde position avec 31,96 %, Gilles Platret (LR), troisième avec 28,35 % et en dernière position celle de Denis Thuriot (LaREM) avec 4,12 %. Il est important de souligner une abstention record lors de ces élections qui n'ont pas épargné le village de Saint-Etienne-en-Bresse avec lors du premier tour 66,04 % d'abstention et au second, 64,85 %.

#### Élections départementales
Le village de Saint-Étienne-en-Bresse faisant partie du canton de Louhans place le binôme de Mathilde Chalumeau (DVD) et de Anthony Vadot (DVD), en tête, dès le 1er tour des élections départementales de 2021 en Saône-et-Loire avec 45,56 % des suffrages. Lors du second tour, les habitants décideront de placer de nouveau le binôme de Mathilde Chalumeau (DVD) et de Anthony Vadot (DVD) en tête, avec cette fois-ci, près de 67,20 % des suffrages. Devant l'autre binôme menée par Cyriak Cuenin (RN) et Annie Hassler (RN) qui obtient 32,80 %. Il est important de souligner une abstention record lors de ces élections qui n'ont pas épargné le village de Saint-Etienne-en-Bresse avec lors du premier tour 66,04 % d'abstention et au second, 64,85 %.

### Liste des maires de Saint-Etienne-en-Bresse
| Période                                  | Période   | Identité             | Étiquette | Qualité |
| ---------------------------------------- | --------- | -------------------- | --------- | ------- |
| avant 1931                               | ?         | M. Chanut            | SFIO      |         |
|                                          |           |                      |           |         |
| juin 1995                                | mars 2008 | Marie-Thérèse Perney |           |         |
| mars 2008                                | mars 2014 | Marianne Antolin     |           |         |
| mars 2014                                | en cours  | Xavier Bardet        |           |         |
| Les données manquantes sont à compléter. |           |                      |           |         |

## Démographie
L'évolution du nombre d'habitants est connue à travers les recensements de la population effectués dans la commune depuis 1793. Pour les communes de moins de 10 000 habitants, une enquête de recensement portant sur toute la population est réalisée tous les cinq ans, les populations de référence des années intermédiaires étant quant à elles estimées par interpolation ou extrapolation. Pour la commune, le premier recensement exhaustif entrant dans le cadre du nouveau dispositif a été réalisé en 2008.

En 2022, la commune comptait 806 habitants, en évolution de −0,12 % par rapport à 2016 (Saône-et-Loire : −1,06 %, France hors Mayotte : +2,11 %).
| 1793 | 1800 | 1806 | 1821 | 1831 | 1836  | 1841  | 1846  | 1851  |
| ---- | ---- | ---- | ---- | ---- | ----- | ----- | ----- | ----- |
| 922  | 852  | 907  | 902  | 951  | 1 068 | 1 094 | 1 150 | 1 153 |

| 1856  | 1861  | 1866  | 1872  | 1876  | 1881  | 1886  | 1891  | 1896  |
| ----- | ----- | ----- | ----- | ----- | ----- | ----- | ----- | ----- |
| 1 180 | 1 164 | 1 169 | 1 179 | 1 196 | 1 163 | 1 132 | 1 136 | 1 140 |

| 1901  | 1906  | 1911  | 1921 | 1926 | 1931 | 1936 | 1946 | 1954 |
| ----- | ----- | ----- | ---- | ---- | ---- | ---- | ---- | ---- |
| 1 144 | 1 144 | 1 081 | 983  | 940  | 942  | 852  | 846  | 724  |

| 1962 | 1968 | 1975 | 1982 | 1990 | 1999 | 2006 | 2008 | 2013 |
| ---- | ---- | ---- | ---- | ---- | ---- | ---- | ---- | ---- |
| 738  | 613  | 584  | 623  | 721  | 732  | 802  | 822  | 819  |

| 2018 | 2022 | - | - | - | - | - | - | - |
| ---- | ---- | - | - | - | - | - | - | - |
| 790  | 806  | - | - | - | - | - | - | - |

## Lieux et monuments

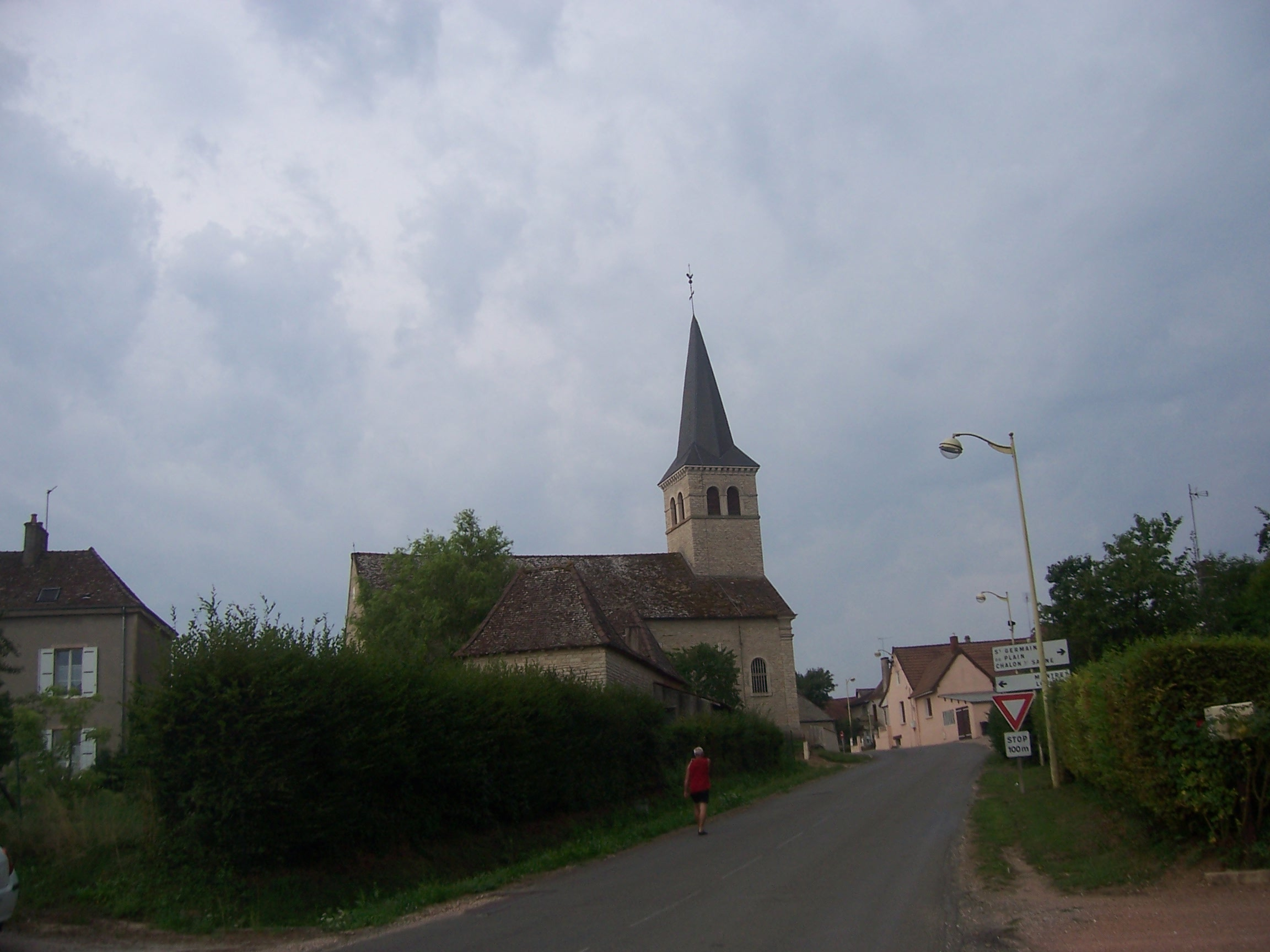
Église de Saint-Étienne-en-Bresse.

- École maternelle et primaire Bernard-Gaspard.
- Nouvelle mairie.
- Église.
- Monument aux morts.
- Caserne des pompiers.
- Cimetière.
- Ancienne poste.
- Château.

## Personnalités liées à la commune
Bernard Gaspard (né à Gigny-sur-Suran dans le Jura en 1788).

## Pour approfondir